# جعفر ابنعوف
الدكتور جعفر ابنعوف سليمان هو طبيب سوداني حاصل على دبلوم عال في صحة الأطفال  بالمملكة المتحدة في العام 1970م  وعضو في زمالة الكلية الملكية للطب الباطن ثم عضو الكلية الملكية بلندن وهو خبير دولي تابع لمنظمة الصحة العالمية يعمل على اعدادالدراسات وتحليلها والاشراف عليها واعداد الاحصائيات لتطوير العمل في مجالات طب الأطفال، الوفاة الأمارات العربية المتحدة 3 مارس 2024م.

## اسهاماته
يعتبر بروفيسور جعفر الاب الشرعي لطب الأطفال في السودان ومن المؤسسين الاوائل له في البلاد حيث أنشأ أول مستشفاً  للاطفال في الخرطوم يحمل اسمه مستشفى جعفر ابنعوف التخصصي
أنشأ المستشفي الطبي التخصصي في العام 2002، واشرف علي إنشاء قسم الأطفال في مجمع فتح الرحمن البشير الطبي كما أنشأ قسما اخرا ومدرسة طبية في ذات المجمع للاشراف الكامل على الأطفال المعاقين
وأنشأ عددا كبيرا من المراكز الصحية والمستشفيات المتخصصة في طب الأطفال في ولايات السودان المختلفة منها صح4 مراكز صحية في الولاية الشمالية ومستشفي في الدامر بنهر النيل، ومستشفي لطب الأطفال في زالنجي بدارفور، وفي جنوب السودان أشرف علي إنشاء 4 مراكز صحية لطب الأطفال كما أشرف علي إعادة تأهيل مستشفي بور لطب الأطفال واعادة تأهيل قسم الأطفال في مستشفي جوبا التعليمي.

### نشاطاته
عمل كرئيس لقسم الأطفال في المجلس الطبي السوداني واستاذا لطب الأطفال بكليات الطب بالسودان، بجانب اشرافه علي عدد من المشاريع التنموية لطب الأطفال بالتعاون مع منظمة الصحة العالمية واليونسيف